# Niujiemoskee
Niujiemoskee is de oudste moskee in Beijing, China. Het werd in 996 gebouwd en de moskee werd groter tijdens de regeerperiode van keizer Kangxi (1661-1722).
De moskee ligt in Xuanwu District, het spirituele hart van 10.000 moslims in de omgeving. Het district wordt gekenmerkt als islamitische buurt en bestaat al honderden jaren zo.
De moskee beslaat ongeveer 6000 m² en is gebouwd in Chinese en islamitische stijl. De moskee werd in 996 gebouwd, tijdens de Liao-dynastie.